# 三河鉄道デ300形電車
三河鉄道デ300形電車（みかわてつどうデ300がたでんしゃ）は、三河鉄道が新製した通勤形電車。後年三河鉄道が名古屋鉄道（名鉄）へ吸収合併されたことに伴い、モ3000形と改称された。

## 沿革
三河鉄道が導入した半鋼製電車である。1929年（昭和4年）1月に2両（301・302）が日本車輌製造で製造された。1941年（昭和16年）、三河鉄道が名古屋鉄道に合併されると、デ300形はモ3000形（3001・3002）に改称する。主に三河線で運用された。
1966年（昭和41年）に廃車となる。台車は3730系に転用。車体は福井鉄道に譲渡され150形となった。